# Burgstall Puschendorf
Der Burgstall Puschendorf ist eine abgegangene mittelalterliche Höhenburg vom Typus einer Turmhügelburg (Motte) am Ort der später erbauten Ortskirche St. Wolfgang am südlichen Ortsrand von Puschendorf (Kirchplatz 6) im Landkreis Fürth in Bayern.
Von der ehemaligen 1469 erwähnten Mottenanlage, als deren Besitzer Burggrafen von Haller genannt werden und die vermutlich der Kontrolle der alten Handelsstraße Nürnberg–Frankfurt, die von Burgfarrnbach–Veitsbronn–Emskirchen über Puschendorf führte, sind noch die Futtermauern des Burggrabens erhalten.